# Esbós per a El gran dia de Girona
Esbós per a El Gran dia de Girona és una pintura a l'oli realitzada per Ramón Martí Alsina el 1859 que actualment s'exposa al Museu d'Art de Girona. Aquesta obra és un esbós per al quadre El gran dia de Girona (540 x 1.190 cm) que actualment es torba exposat a l'Auditori Josep Irla, seu de la Generalitat de Girona a la ciutat.

## Descripció
Representa un episodi de resistència heroica esdevingut a la ciutat el 19 de setembre de 1809, en plena Guerra del Francès; és l'obra més significativa entre les diverses que Martí Alsina va dedicar a aquest esdeveniment històric, i que tracten temes com Les Heroïnes de Santa Bàrbara o el Sometent del Bruc. Comparat amb el quadre final, que és més rígid i acadèmic, aquest esbós presenta una gran vivesa de factura i color, que li donen un dinamisme i una espontaneïtat que no té l'obra definitiva. S'hi fa patent la influència dels pintors romàntics francesos, especialment Géricault i Vernet, que Martí Alsina coneixia de primera mà.